# Episodi di Gossip Girl (seconda stagione)
La seconda stagione della serie televisiva Gossip Girl è stata trasmessa negli USA dal 1º settembre 2008 al 18 maggio 2009 sul network americano The CW.
In Italia è stata trasmessa in prima visione assoluta dal 1º aprile 2009 al 29 luglio 2009 su Mya, canale pay della piattaforma Mediaset Premium. La messa in onda in chiaro è avvenuta su Italia 1 dal 1º ottobre 2009 al 4 novembre 2009.
| Nº | Titolo originale                  | Titolo italiano                               | Prima TV USA      | Prima TV Italia |
| -- | --------------------------------- | --------------------------------------------- | ----------------- | --------------- |
| 1  | Summer, Kind of Wonderful         | Estate, un meraviglioso batticuore            | 1º settembre 2008 | 1º aprile 2009  |
| 2  | Never Been Marcused               | Mai stata accusata                            | 8 settembre 2008  | 1º aprile 2009  |
| 3  | The Dark Night                    | La notte oscura                               | 15 settembre 2008 | 8 aprile 2009   |
| 4  | The Ex-Files                      | Ex-files                                      | 22 settembre 2008 | 8 aprile 2009   |
| 5  | The Serena Also Rises             | Serena risorge ancora                         | 29 settembre 2008 | 15 aprile 2009  |
| 6  | New Haven Can Wait                | Il nuovo paradiso può attendere               | 13 ottobre 2008   | 15 aprile 2009  |
| 7  | Chuck in Real Life                | Chuck nella vita reale                        | 20 ottobre 2008   | 22 aprile 2009  |
| 8  | Pret-a-Poor-J                     | Dillo con parole tue                          | 27 ottobre 2008   | 22 aprile 2009  |
| 9  | There Might be Blood              | La baby sitter                                | 3 novembre 2008   | 29 aprile 2009  |
| 10 | Bonfire of the Vanity             | Il falò delle vanità                          | 10 novembre 2008  | 30 aprile 2009  |
| 11 | The Magnificent Archibalds        | I meravigliosi Archibald                      | 17 novembre 2008  | 29 aprile 2009  |
| 12 | It's a Wonderful Lie              | Una meravigliosa bugia                        | 1º dicembre 2008  | 6 maggio 2009   |
| 13 | O Brother, Where Bart Thou?       | Amori in corso                                | 8 dicembre 2008   | 13 maggio 2009  |
| 14 | In the Realm of the Basses        | Nel regno dei Bass                            | 5 gennaio 2009    | 13 maggio 2009  |
| 15 | Gone With the Will                | Via col testamento                            | 12 gennaio 2009   | 20 maggio 2009  |
| 16 | You've Got Yale!                  | L'ammissione a Yale                           | 19 gennaio 2009   | 27 maggio 2009  |
| 17 | Carrnal Knowledge                 | Conoscenza carnale                            | 2 febbraio 2009   | 3 giugno 2009   |
| 18 | The Age of Dissonance             | L'età dell'innocenza                          | 16 marzo 2009     | 10 giugno 2009  |
| 19 | The Grandfather                   | Il nonno                                      | 23 marzo 2009     | 17 giugno 2009  |
| 20 | Remains of the J                  | Quel che resta di J.                          | 30 marzo 2009     | 24 giugno 2009  |
| 21 | Seder Anything                    | Cena pasquale                                 | 20 aprile 2009    | 1º luglio 2009  |
| 22 | Southern Gentlemen Prefer Blondes | I gentiluomini del sud preferiscono le bionde | 27 aprile 2009    | 8 luglio 2009   |
| 23 | The Wrath of Con                  | L'ira della truffa                            | 4 maggio 2009     | 15 luglio 2009  |
| 24 | Valley Girls                      | Ragazze della Valley                          | 11 maggio 2009    | 22 luglio 2009  |
| 25 | The Goodbye Gossip Girl           | Arrivederci Gossip Girl                       | 18 maggio 2009    | 29 luglio 2009  |

## Estate, un meraviglioso batticuore
- Titolo originale: Summer, Kind of Wonderful
- Diretto da: J. Miller Tobin
- Scritto da: Joshua Safran

### Trama
Chuck, Nate e Serena stanno passando l'estate negli Hamptons: mentre Chuck si distrae in spiaggia con diverse ragazze pensando a Blair, Serena e Nate fingono di stare assieme per coprire le scappatelle di Nate con Catherine, una donna sposata e molto arrogante.
Blair torna dalla Francia con un ragazzo conosciuto durante il viaggio d'andata, James.
 Chuck, molto geloso, non è convinto della sincerità della nuova fiamma di Blair e pertanto chiede ad un investigatore privato di indagare sul suo conto.
Jenny lavora come apprendista alla Waldorf Design, ma i suoi sforzi di creare un abito per l'imminente White Party non vengono apprezzati dal suo capo: pur non avendo l'invito, Jenny chiede a Eric, con il quale nel frattempo ha fatto pace, di portarla con sé alla festa, dove viene rivalutata dal suo capo.
Al White Party partecipa anche Dan come accompagnatore della nonna di Serena, CeCe, che nel frattempo si è fatta una nuova opinione di lui. 
 Il ragazzo, che ha passato l'estate a cercare di dimenticare Serena uscendo ogni sera con una ragazza diversa e lavorando con uno scrittore famoso, la vede mentre bacia Nate. Chiarito che si trattava solo di una strategia, alla fine riuscita, di far ingelosire Catherine, presente alla festa con il marito, i due giovani tornano insieme.
Nel corso del party, Chuck riceve i risultati dell'indagine su James, proprio nel momento in cui il ragazzo sta confidando il suo segreto a Blair: in realtà il suo nome è Marcus Beaton ed è un lord inglese. La ragazza, che stava pensando di lasciarlo, ne è molto compiaciuta, mentre Chuck non ne è per niente soddisfatto e infatti cerca di impedire a Blair di restare con lui. Il ragazzo, però, non riesce a dirle di amarla come lei vorrebbe e così Blair, parecchio delusa, se ne va dalla festa con Marcus.
- Significato del titolo: il titolo dell'episodio fa riferimento al film Some kind of wonderful, in Italia distribuito con il titolo Un meraviglioso batticuore.
- Guest star: Mädchen Amick (duchessa Catherine Beaton), Caroline Lagerfelt (Celia "CeCe" Rhodes), Jay McInerney (Jeremiah Harris), Tinsley Mortimer (se stessa), Connor Paolo (Eric van der Woodsen), Patrick Heusinger (James Shuller / lord Marcus Beaton), Michelle Hurd (Laurel)

## Mai stata accusata
- Titolo originale: Never Been Marcused
- Diretto da: Michael Fields
- Scritto da: Stephanie Savage

### Trama
Mentre Vanessa aiuta Rufus a trasformare il magazzino della sua galleria d'arte in una caffetteria, Dan e Serena decidono di procedere con calma nella loro relazione e di non vedersi per un po', ma presto capiscono di non riuscire a tenere a freno i propri sentimenti.
Nate scopre che il patrimonio della sua famiglia, in seguito alla fuga di suo padre, è stato completamente pignorato; Chuck, che intanto è diventato amico di Marcus per scoprire che cosa nasconde, liquida il locale Victrola e, all'insaputa dell'amico, fa un prestito alla signora Archibald.
Blair vorrebbe conoscere la matrigna di Marcus, ma il ragazzo, temendo che la donna possa far scappare Blair come ha fatto con tutte le sue precedenti fidanzate, è restio alla cosa. La ragazza, credendo invece che Marcus non la ritenga degna, decide di organizzare una festa per dimostrargli il contrario.
Pur non essendo stato invitato, alla festa si presenta anche Chuck con la duchessa Beaton, ovvero Catherine, la donna con cui Nate va a letto. Non sapendo chi sia, Blair la insulta: neanche le sue scuse successive servono a metterla sotto una luce migliore agli occhi della duchessa.
 Poco dopo, però, Blair scopre la relazione clandestina tra Nate e Catherine e così decide di approfittarne per ricattare la donna e continuare a vedere Marcus.
Nel frattempo, Nate parla dei suoi problemi finanziari con Catherine, che decide di aiutarlo dandogli dei soldi in cambio della sua “compagnia”.
- Significato del titolo: il titolo dell'episodio fa riferimento al film con Drew Barrymore Never been kissed, in Italia distribuito con il titolo Mai stata baciata.
- Guest star: Mädchen Amick (duchessa Catherine Beaton), Francie Swift (Anne Archibald), Patrick Heusinger (lord Marcus Beaton), Zuzanna Szadkowski (Dorota Kishlovsky), Emily Dorsch (Ingrid), Margaret Colin (Eleanor Waldorf), Joelle ten Damme (Stephanie)

## La notte oscura
- Titolo originale: The Dark Night
- Diretto da: Janice Cooke-Leonard
- Scritto da: John Stephens

### Trama
Nate, oppresso dalle continue attenzioni di Catherine, si riavvicina a Vanessa. I due vorrebbero ricominciare la loro storia, ma Catherine minaccia Vanessa: se Nate dovesse lasciarla, lei rivelerà all'FBI dove si nasconde il padre del ragazzo. Vanessa è così costretta a rinunciare a lui e pertanto gli dice di restare con Catherine.
Chuck ormai non riesce più ad avere un rapporto sessuale e così decide di vedere se con Blair cambi qualcosa. La ragazza, che nel frattempo vorrebbe fare l'amore con Marcus anche se lui si rifiuta, sta organizzando una festa a casa sua per chi, come lei, a breve comincerà l'ultimo anno di liceo.
Improvvisamente, durante la festa di Blair, un black out colpisce l'intera città: per Dan e Serena, rimasti chiusi in ascensore, è l'occasione per parlare dei loro problemi e delle differenze sociali che hanno portato alla loro precedente rottura, così i due decidono di lasciarsi definitivamente.
Blair, istigata da Catherine, che le dice che Marcus non andrà mai a letto con lei, invita il ragazzo in camera sua: all'appuntamento però si presenta Chuck, che lei non riconosce per via del black out.
 Quando torna la luce, Marcus raggiunge Blair in camera sua e sorprende lei e Chuck che si baciano. Il ragazzo si arrabbia molto con lei, accusandola di amare di lui soltanto il titolo nobiliare, allora Blair gli confessa di sapere che era Chuck e non lui, ma di voler stare veramente con Marcus.
Jenny fa un commento negativo su un abito di Eleanor Waldorf e, quando la donna la sente, le chiede di prendere le sue cose e di andarsene.
 Rimaste sole all'atelier durante il black out, Eleanor capisce che le critiche di Jenny erano giuste e, seguendo i suoi consigli, modifica il vestito, riassumendo la ragazza.
- Significato del titolo: il titolo dell'episodio fa riferimento al film con Christian Bale e Heath Ledger The dark knight della serie di Batman, in Italia distribuito con il titolo Il cavaliere oscuro.
- Guest star: Mädchen Amick (duchessa Catherine Beaton), Margaret Colin (Eleanor Waldorf), Yin Chang (Nelly Yuki), Patrick Heusinger (lord Marcus Beaton), Michelle Hurd (Laurel), Amanda Setton (Penelope Shafai), Purva Bedi (Clare), Ellie Pettit (Thea), Lydia Grace Jordan (dodicenne), Michaela Annette (Ally), Joelle ten Damme (Stephanie)

## Ex-files
- Titolo originale: The Ex-Files
- Diretto da: Jim McKay
- Scritto da: Robert Hull

### Trama
È il primo giorno di scuola e Jenny ha paura di subire i soprusi della corte di Blair. Quando le Perfide cominciano a tormentarla, la ragazza inizia a mentire per bigiare la scuola e si rifugia alla Waldorf Design.
Nel frattempo, Lily torna dal viaggio di nozze e si sente sola perché Bart è andato a Pechino per affari.
Per essere stata lontana da Nate, Vanessa riceve un assegno da Catherine e, quando si reca a casa della duchessa per restituirlo, sorprende lei e il figliastro Marcus che si baciano.
 Su consiglio di Dan, Vanessa chiede aiuto a Blair e le mostra la foto che ha scattato. Blair allora invita Marcus e Catherine a pranzo in un ristorante e stipula un patto con loro: in cambio del suo silenzio, i due lasceranno immediatamente la città e Catherine pagherà i debiti del padre di Nate.
 Vanessa, però, vedendo Blair a tavola con Marcus prima dell'arrivo di Catherine, pensa che la ragazza non abbia nessuna intenzione di liberare Nate dal giogo della duchessa e così spiffera tutto al duca. Marcus e Catherine vengono quindi mandati a Londra e i debiti del capitano Archibald non vengono pagati.
Nel frattempo, Dan incontra Amanda, una ragazza appassionata di libri. 
 Per non far soffrire Serena, Blair e la sua corte cercano di includere Amanda nel loro gruppo per imporle la regola che vieta di uscire con l'ex di una di loro, ma la ragazza non si lascia intimidire e continua a frequentare Dan. Questo porta a un litigio tra il ragazzo e Serena che, ferita perché Dan ha già messo da parte i sentimenti provati per lei e infuriata per le parole sprezzanti che Dan le rivolge, decide di dare una svolta alla situazione e riprende, come in origine, il comando della scuola, sostituendo Blair.
 Dietro tutta la faccenda di Dan e Amanda, in realtà, c'è Chuck, che sta attuando la sua vendetta nei confronti di Blair dopo che lei lo ha rifiutato: il ragazzo ha, infatti, pagato Amanda affinché portasse Serena a desiderare di vendicarsi di Dan e a detronizzare di conseguenza la regina B per poter raggiungere il suo scopo.
- Significato del titolo: il titolo dell'episodio fa riferimento alla serie televisiva X-Files.
- Guest star: Mädchen Amick (duchessa Catherine Beaton), Connor Paolo (Eric van der Woodsen), Yin Chang (Nelly Yuki), Nicole Fiscella (Isabel Coates), Michelle Hurd (Laurel), Patrick Heusinger (lord Marcus Beaton), Laura-Leigh (Amanda Lasher), Amanda Setton (Penelope Shafai), Purva Bedi (Clare), Kayte Grace (Melissa Murphy), Whitney Vance (Kelsey), Kathryn Bryding (Kate)

## Serena risorge ancora
- Titolo originale: The Serena Also Rises
- Diretto da: Patrick R. Norris
- Scritto da: Jessica Queller

### Trama
È arrivata la settimana della moda e Blair procura alle amiche dei biglietti di seconda fila per la sfilata della Waldorf Design. Il suo tentativo di riconquistarle viene però messo in ombra da una foto che ritrae Serena in compagnia della party girl per eccellenza, Poppy Lifton.
Intanto, Jenny manca dalle lezioni da due settimane e trascorre il suo tempo aiutando Eleanor ad organizzare la sfilata.
 Per avere dei volti nuovi all'evento, la ragazza consiglia ad Eleanor di mettere in prima fila Serena, che di solito restava dietro alle quinte con Blair, Poppy Lifton e altre celebrità.
Quando Blair scopre che per colpa di Jenny il planning dei posti che aveva deciso è stato stravolto, decide di fargliela pagare, dicendo a Rufus che la figlia finge di non avere l'obbligo di frequenza scolastico e facendo sparire le modelle, delle quali si occupava proprio Jenny, poco prima che la sfilata cominci.
 Jenny però riesce a cavarsela arruolando al posto delle modelle sparite Serena, Poppy e le loro amiche.
Per vendicarsi di Serena, che ha tradito la loro tradizione di restare dietro alle quinte, Blair le porta da indossare per il gran finale il vestito del dopo sfilata creato da Jenny, che non rientra affatto nella collezione di Eleanor.
 Tuttavia, contrariamente a quanto aveva previsto, l'abito riscuote un grande successo e, quando Serena scopre che Blair le aveva dato apposta il vestito sbagliato, le dice che da quel momento in poi non rimarrà più in disparte per non farla sfigurare e che sarà se stessa.
Per modificare lo stile di scrittura troppo monotono, uno scrittore a cui Dan fa leggere i suoi racconti gli consiglia di carpire il segreto di una persona e scrivere di quello. Il ragazzo allora sceglie Chuck.
 Una sera, finiti alla centrale di polizia per una rissa in un bar, Chuck confessa a Dan il rapporto travagliato che ha con il padre Bart, che lo accusa di aver ucciso la moglie, morta di parto.
 Quando però il giovane Bass scopre che cosa sta facendo Dan, rettifica quello che ha detto sulla madre, dicendogli che in realtà la donna è morta in un incidente aereo quando lui aveva sei anni.
Lily scopre che Bart tiene un dossier su di lei, nel quale sono raccolti tutti i segreti del suo passato.
- Significato del titolo: il titolo dell'episodio fa riferimento al film con Tyrone Power The sun also rises, in Italia distribuito nel 1957 con il titolo Il sole sorgerà ancora.
- Guest star: Robert John Burke (Bart Bass), Margaret Colin (Eleanor Waldorf), Tamara Feldman (Poppy Lifton), David Patrick Kelly (Noah Shapiro), Yin Chang (Nelly Yuki), Nicole Fiscella (Isabel Coates), Jill Flint (Bex), Amanda Setton (Penelope Shafai), Dreama Walker (Hazel Williams), Michelle Hurd (Laurel), Zuzanna Szadkowski (Dorota Kishlovsky), Cristina Greeven Cuomo (se stessa), Michael Kors (se stesso), Tinsley Mortimer (se stessa), Jim Ford (Joe), Ernest Dancy (Devin), Joelle ten Damme (Stephanie)

## Il nuovo paradiso può attendere
- Titolo originale: New Haven Can Wait
- Diretto da: Norman Buckley
- Scritto da: Alexandra McNally

### Trama
Blair, Dan, Nate e Chuck devono partire per Yale per sostenere i colloqui di ammissione. Serena, invece, pur essendo stata invitata personalmente a Yale, per non fare un torto a Blair decide di andare alla Brown, ma quando Blair le dice che tanto non riuscirebbe mai a superare neanche il primo colloquio a Yale, la ragazza cambia idea.
Serena entra subito nelle grazie del rettore di Yale, finendo per essere invitata al rinfresco serale tanto ambito da Blair, che si imbuca corrompendo la segretaria del rettore.
 I partecipanti al rinfresco devono rispondere alla domanda "Con quale persona, morta o vivente, vorresti cenare?". Blair ha intenzione di rispondere con la scrittrice preferita del rettore ma, quando scopre che Serena le vuole rubare la risposta, cambia quella dell'amica, scrivendo il nome del ragazzo morto in compagnia di Serena.
 Dopo un furibondo litigio, Blair e Serena decidono di ignorarsi, ma poi capiscono di mancarsi troppo e quindi fanno pace.
Dan ha bisogno di un'altra lettera di raccomandazione per poter frequentare la facoltà di lettere a Yale e così affida i suoi racconti a Jordan, una ragazza conosciuta da Nate, per farli leggere a qualche professore dell'università.
Chuck è interessato a Yale soltanto per la società segreta "Skull and Bones".
 Per ammetterlo, i membri vogliono Nate per vendicarsi del capitano Archibald, che con il suo arresto ha fatto perdere molti soldi ai padri dei ragazzi. Chuck allora porta loro Dan spacciandolo per Nate e così il ragazzo finisce legato ad un palo in mutande. Successivamente liberato da Nate, i due diventano amici.
Intanto, Jenny invita Rufus a passare una giornata con lei all'atelier di Eleanor per decidere se farla studiare a casa e permetterle così di realizzare il suo sogno di diventare una stilista. L'uomo, però, pur avendo visto il valore di Jenny nel corso della giornata, rifiuta, ma l'intervento di Lily gli fa cambiare idea e così Rufus acconsente affinché la figlia studi da privatista.
- Significato del titolo: l'episodio è ambientato all'Università Yale situata nella cittadina di New Haven, e il titolo dell'episodio fa riferimento al film Heaven can wait, in Italia distribuito con il titolo Il paradiso può attendere.
- Il sogno di Blair che apre l’episodio è un omaggio al film My Fair Lady del 1964 con Audrey Hepburn come anche il successivo episodio 21 sempre della seconda stagione.
- Guest star: Margaret Colin (Eleanor Waldorf), Byron Jennings (Dean Berube), Reed Birney (Mr. Prescott), Krysta Rodriguez (Jordan Steele), Zuzanna Szadkowski (Dorota Kishlovsky), Molly Camp (miss Steinberg), Jenny Sterlin (Shirley), Jim Gunter (Mike Andrews)

## Chuck nella vita reale
- Titolo originale: Chuck in Real Life
- Diretto da: Tony Wharmby
- Scritto da: Lenn K. Rosenfeld

### Trama
Vanessa vuole salvare un vecchio bar dalla demolizione dandogli lo status di edificio storico e, per farsi aiutare nella raccolta delle firme, ricatta Blair con la foto di Marcus e Catherine. La ragazza, per vendicarsi di lei, si rivolge a Chuck: se il ragazzo riuscirà a sedurre Vanessa e a farle credere di voler davvero acquistare il bar, lei andrà a letto con lui. Chuck, però, si interessa davvero al locale e conquista la fiducia di Vanessa e del proprietario.
 Blair, vedendo ormai Chuck vincente, dice a Vanessa, dopo aver cancellato la foto di Marcus e della duchessa dal suo cellulare, che era tutto parte di una scommessa e che i due l'hanno solo presa in giro.
 Arrivato il momento di riscuotere il suo premio, Chuck chiede a Blair di dirgli che lo ama, ma la ragazza rifiuta e così lui se ne va.
Intanto Dan, ormai diventato amico di Nate, scopre che quest’ultimo dorme da solo, sul pavimento della sua vecchia casa, la quale è stata confiscata dalle autorità, senza luce né mobili e senza dirlo a nessuno; infatti sua madre Anne, rifugiatasi dai genitori, crede che il figlio stia in realtà da Chuck.
 Dopo una discussione, Nate accetta di andare a stare dagli Humphrey, legandosi sempre più a Dan e a Jenny.
Nel frattempo, mentre Eric comincia a uscire con un ragazzo di nome Jonathan, Lily e Bart impongono nuove regole ai figli, che inizialmente Serena rispetta per il bene della famiglia. Quando però Chuck le dice che quelle regole sono solo una facciata per permettere a Bart di concludere un affare, la ragazza si ribella e, durante una festa organizzata dalla madre, racconta ai giornalisti di quando Lily lasciava lei e il fratello a casa da soli per seguire l'uomo di turno.
 Alla fine, però, madre e figlia si chiariscono e si riconciliano.
- Significato del titolo: il titolo dell'episodio fa riferimento al fim con Steve Carell e Juliette Binoche Dan in real life, in Italia distribuito con il titolo L'amore secondo Dan.
- Guest star: Robert John Burke (Bart Bass), Chuck Cooper (Horace Rogers), Connor Paolo (Eric van der Woodsen), Honor Brodie (se stessa), Ariel Foxman (se stessa), Matt Doyle (Jonathan Whitney), Nicole Fiscella (Isabel Coates), Amanda Setton (Penelope Shafai), Whitney Vance (Kelsey)

## Dillo con parole tue
- Titolo originale: Pret-a-Poor-J
- Diretto da: Vondie Curtis-Hall
- Scritto da: Amanda Lasher

### Trama
All'atelier Waldorf, Jenny conosce Agnes, una modella che adora i suoi vestiti e che la spinge a ribellarsi ad Eleanor e ai tentativi di quest’ultima di utilizzare i modelli di Jenny per la sua nuova collezione, spacciandoli per propri. La ragazza decide così di licenziarsi e, su consiglio di Agnes, di creare una linea di moda tutta sua. La modella tira fuori, però, anche il lato più selvaggio di Jenny, che accetta di farsi fotografare in reggiseno.
 Improvvisamente, però, al Loft degli Humphrey arriva Nate, che porta via Jenny e, quando la ragazza gli chiede come mai si sia preoccupato così tanto per lei, i due si baciano.
Nel frattempo, Serena incontra Aaron Rose, un giovane artista che sta organizzando una mostra delle proprie opere alla galleria d'arte di Rufus. Il ragazzo le chiede di uscire, ma Serena è un po' titubante perché teme di ferire Dan.
 Dopo essersi assicurata che al suo ex non dispiaccia che lei cominci a uscire con qualcun altro, Serena si rende conto di aver già incontrato Aaron ad un campo estivo qualche anno prima ma, quando sta per raggiungerlo per accettare il suo invito, lo vede allontanarsi in moto con un'altra ragazza.
Blair e Chuck hanno cominciato una sfida per vedere chi dirà per primo "ti amo" all'altro.
 Blair, utilizzando anche i consigli di Dan, cerca di sedurre Chuck, ma i suoi tentativi vanno a vuoto e alla fine la ragazza decide di arrendersi, dando appuntamento al ragazzo sul tetto della galleria d'arte per dirgli quello che prova davvero.
Poco prima di raggiungere Chuck, però, Dan dice a Blair di assicurarsi che lui non stia ancora facendo qualche strano giochetto con lei, così la ragazza cambia idea, tornando a casa in lacrime. Qui, Blair viene raggiunta da Chuck: il ragazzo le dice che il motivo per cui nessuno dei due riesce a dire all'altro quello che prova è che entrambi sanno che, una volta detto, finirà tutto, perché a loro due piace troppo giocare.
 Dopo aver deciso di aspettare un momento più propizio in futuro per valutare se cominciare o meno una storia, i due si salutano con un ultimo bacio, restando amici.
- Significato del titolo: il titolo dell'episodio fa riferimento al film di Robert Altman Prêt-à-Porter.
- Guest star: John Patrick Amedori (Aaron Rose), Margaret Colin (Eleanor Waldorf), Willa Holland (Agnes Andrews), Wade Allain-Marcus (Max), Zuzanna Szadkowski (Dorota Kishlovsky)

## La baby sitter

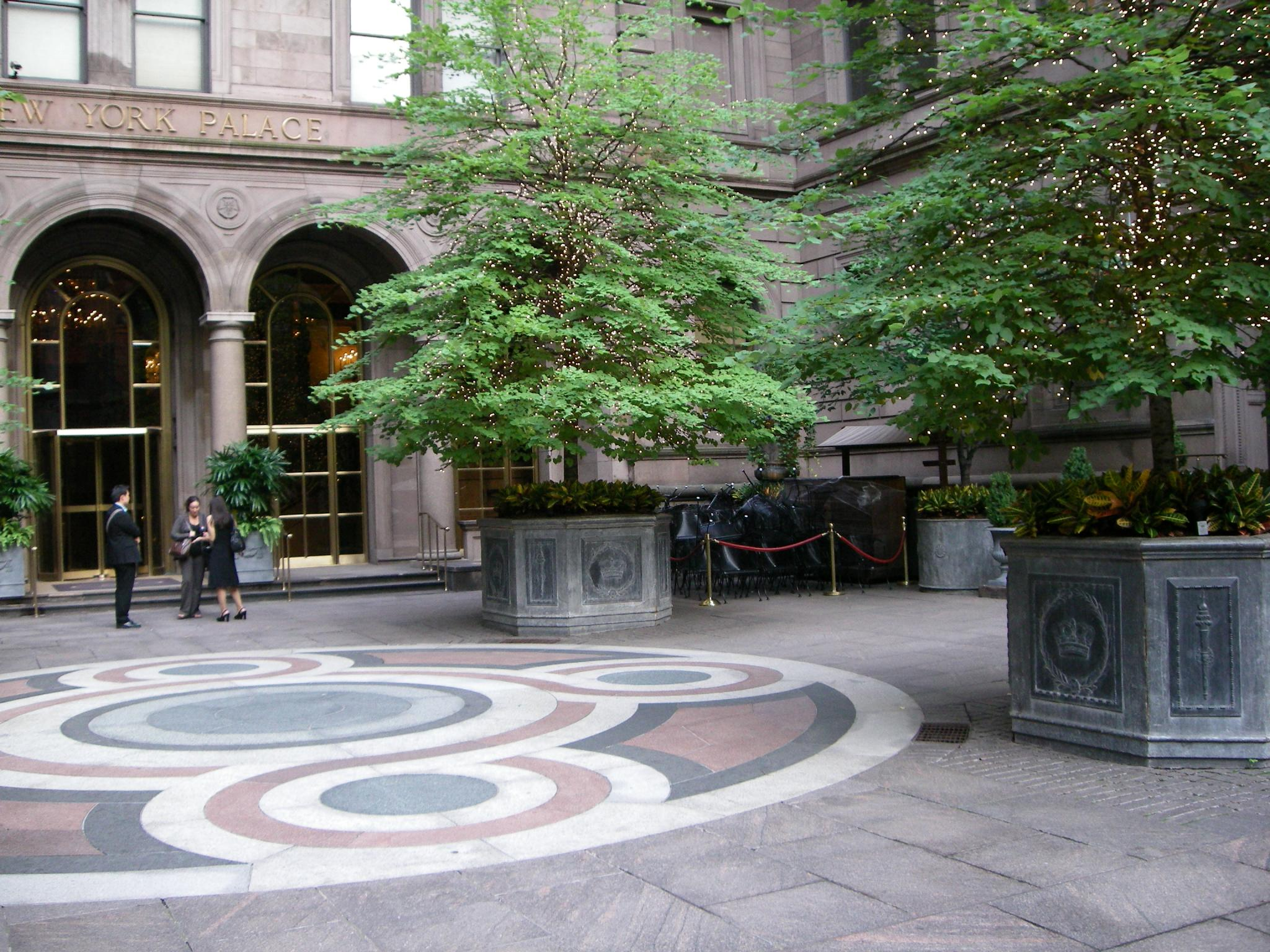
Il Palace di New York dei Bass

- Titolo originale: There Might be Blood
- Diretto da: Michael Fields
- Scritto da: Etan Frankel

### Trama
Dopo averlo visto con due ragazze diverse, Serena non sa se fidarsi di Aaron o meno e pertanto gli dice che non se la sente di uscire con lui, visto che vede già altre ragazze.
Per poter entrare a Yale, Blair decide di fare da baby sitter ad Emma, la figlia quattordicenne di un'amica del rettore. La ragazzina si rivela, però, molto esuberante e inoltre è determinata a perdere la verginità mentre è sotto la custodia di Blair, dalla quale alla fine scappa.
 Blair, con l'aiuto di Serena e Chuck, riesce a recuperare Emma e a farle capire che la sua prima volta deve essere per amore e non per battere una rivale. La madre di Emma, però, scopre che la figlia e Blair non sono andate al cinema come invece le avevano fatto credere, ma in un locale notturno, così Blair vede sfumata la sua possibilità di andare a Yale. Tuttavia, la mattina successiva, la ragazza riceve una telefonata dal rettore, che l'ammette all'università dopo una buona parola di Emma.
Nel frattempo, con l'aiuto di Agnes, Jenny progetta di trasformare il galà della società filantropica, durante il quale verrà consegnato un premio importante a Bart e Lily, nella sua personale sfilata di moda.
 Il piano riesce e Jenny, supportata da Nate, riscuote un grande successo, ricevendo numerose chiamate da investitori presenti al galà, ma Rufus non è contento di quanto ha fatto la figlia e, dopo l'intervento di Lily, che impedisce che la ragazza finisca in prigione, Jenny scappa di casa.
Durante il galà, Vanessa vede Jenny e Nate che si baciano e Dan, saputo della nuova relazione nata tra l'amico e la sorella, caccia Nate di casa. Mentre il ragazzo si dirige fuori città e imbuca una lettera per Jenny, dichiarandole il suo amore, Dan finisce il suo racconto su Chuck Bass e lo spedisce allo scrittore Noah Shapiro, per cercare di ottenere una lettera di presentazione per Yale, non avendo trovato nessun professore dell'università disposto a raccomandarlo.
- Significato del titolo: il titolo dell'episodio fa riferimento al film There will be blood, in Italia distribuito con il titolo Il petroliere.
- Guest star: John Patrick Amedori (Aaron Rose), Robert John Burke (Bart Bass), Willa Holland (Agnes Andrews), Patricia Kalember (Mrs. Boardman), Stella Maeve (Emma Boardman), Michaela Annette (Ally), Jim Gunter (Mike Andrews)

## Il falò delle vanità
- Titolo originale: Bonfire of the Vanity
- Diretto da: David Von Ancken
- Scritto da: Jessica Queller
- Guest star: Cyndi Lauper

### Trama
Serena, alla fine, accetta di iniziare ad uscire con Aaron, che le propone un rapporto non esclusivo e senza impegni e che le fa fare da modella per le sue fotografie.
Jenny va a stare da Agnes e le due, insieme, cercano di aprire la propria società di moda. L'esuberanza di Agnes, però, fa perdere loro tutti i probabili sponsor e Jenny, senza dirglielo, decide di mettersi in proprio. Quando Agnes lo scopre, brucia tutti i vestiti di Jenny e la caccia di casa.
 Jenny però non si dà per vinta ma, essendo minorenne, per creare il proprio marchio ha bisogno della firma dei genitori, solo che, visto che nessuno dei due è disposto a dargliela, la ragazza decide di chiedere l'emancipazione legale.
Nel frattempo, si avvicina il diciottesimo compleanno di Blair e la ragazza non vede l'ora di conoscere il nuovo uomo della madre, l'avvocato Cyrus Rose, padre di Aaron. Tuttavia, l'uomo non è affatto come lei se lo aspettava: è infatti basso, grassottello e pelato, per cui Blair decide di trovare un modo per farlo separare dalla madre. Cyrus, però, si dimostra all'altezza di Blair, che alla fine lo riconosce come suo pari.
 Il giorno dopo, Eleanor annuncia alla figlia che Cyrus andrà a vivere con loro.
Intanto, Noah Shapiro, rimasto affascinato dal racconto di Dan, gli presenta un suo amico giornalista del New York Magazine. Sapendo che i personaggi del racconto sono ispirati a Chuck e Bart Bass, l'uomo chiede a Dan di scoprire qualcosa di piccante su Bart per pubblicarlo in occasione dell'imminente ventesimo anniversario delle industrie Bass.
 Poco dopo, Dan riesce ad avvicinarsi a Bart, ma Chuck, scoperto che il ragazzo sta scrivendo un articolo, lo dice al padre e prega Dan di non pubblicarlo. Dan rinuncia così al suo articolo e, insieme alle sue scuse, invia a Bart il suo racconto, permettendo all'uomo di riavvicinarsi al figlio.
- Significato del titolo: il titolo dell'episodio fa riferimento al romanzo di Tom Wolfe del 1987, dal titolo The bonfire of the vanities (in Italia tradotto come Il falò delle vanità), da cui Brian De Palma nel 1990 ha tratto l'omonimo film con Tom Hanks e Melanie Griffith.
- Guest star: John Patrick Amedori (Aaron Rose), Robert John Burke (Bart Bass), Margaret Colin (Eleanor Waldorf), Willa Holland (Agnes Andrews), David Patrick Kelly (Noah Shapiro), Cyndi Lauper (se stessa), Wallace Shawn (Cyrus Rose), Brennan Brown (Mr. Smith), Yin Chang (Nelly Yuki), Nicole Fiscella (Isabel Coates), Peter Francis James (James Wolf), Amanda Setton (Penelope Shafai), Zuzanna Szadkowski (Dorota Kishlovsky), Dreama Walker (Hazel Williams), Jim Gunter (Mike Andrews)

## I meravigliosi Archibald
- Titolo originale: The Magnificent Archibalds
- Diretto da: Jean de Segonzac
- Scritto da: Joshua Safran

### Trama
Blair scopre che sua madre e Cyrus si sono fidanzati e che hanno intenzione di dirlo a tutti quella sera stessa, in occasione della cena del Ringraziamento. La ragazza, offesa perché la madre non l'ha detto per prima cosa a lei, si mette a vagare sconsolata per Manhattan con la sua domestica Dorota, ma alla fine Eleanor riesce a rintracciarla e, una volta tornata a casa, Blair scopre che è arrivato anche suo padre. Inoltre, Eleanor le dice che il motivo per cui non le ha dato subito la lieta notizia era perché prima voleva che il padre di Blair approvasse Cyrus.
Intanto, approfittando dell'assenza di Bart e Lily, Jenny si fa ospitare da Eric e continua a portare avanti la richiesta di emancipazione. Tuttavia, al suo rientro a casa, Lily trova i documenti nella borsa di Jenny e avverte Rufus, che dice alla figlia di volerle comunque bene. Jenny decide allora di rinunciare alla causa e di tornare a casa, facendo pace con la sua famiglia e anche con Vanessa per via della storia di Nate.
Nel frattempo, il padre di Nate è tornato di nascosto in città e chiede a moglie e figlio di seguirlo in Repubblica Dominicana.
Vanessa viene contattata dall'FBI, che le racconta il vero motivo per cui il capitano Archibald è tornato: rapire Nate e sua madre e chiedere un riscatto alla famiglia della moglie. 
 Con l'aiuto di Chuck, Vanessa dice tutto a Nate, che convince il padre a consegnarsi. Gli Archibald tornano così in possesso dei loro beni e Nate si riconcilia con Chuck dopo la vicenda della confraternita di Yale, poi chiede a Vanessa di uscire con lui, un giorno, visto che Jenny non ha mai risposto alla sua lettera, facendogli credere che lo abbia dimenticato.
Poco dopo, mentre festeggia il Ringraziamento dagli Humphrey, Vanessa trova fra la posta non ancora letta la famosa lettera spedita a Jenny da Nate e la legge, scoprendo che il ragazzo era davvero innamorato di lei. Indecisa su cosa fare, Vanessa nasconde la lettera e non la consegna a Jenny.
Eric scopre che Bart ha dei dossier su di lui, sulla madre e su Serena. Dopo averli mostrati a Lily, la donna se ne va di casa con i figli e i dossier e festeggia il Ringraziamento dagli Humphrey. 
 Eric, leggendo il dossier della madre, scopre che anche lei, a 19 anni, è stata ricoverata in un centro di recupero e così le dice di volerne parlare con lei, un giorno, quando si sentirà pronta, avendo vissuto entrambi la stessa esperienza.
Aaron dice a Serena di aver deciso di voler uscire solo con lei. La ragazza gli tiene nascosto il proprio passato, ma alla fine consegna ad Aaron il dossier su di lei per fargli sapere tutto. Il ragazzo, però, non lo legge e glielo restituisce, dicendole che non gli importa.
- Significato del titolo: il titolo dell'episodio fa riferimento al film del 1942 The magnificent Ambersons, in Italia distribuito con il titolo L'orgoglio degli Amberson.
- Guest star: John Patrick Amedori (Aaron Rose), Robert John Burke (Bart Bass), Margaret Colin (Eleanor Waldorf), Connor Paolo (Eric van der Woodsen), Sam Robards (Howie "Il Capitano" Archibald), Wallace Shawn (Cyrus Rose), John Shea (Harold Waldorf), Francie Swift (Anne Archibald), Zuzanna Szadkowski (Dorota Kishlovsky)

## Una meravigliosa bugia
- Titolo originale:  It's a Wonderful Lie
- Diretto da: Patrick R. Norris
- Scritto da: Robert Hull

### Trama
Il comitato scolastico organizza l'annuale ballo di beneficenza Snowflake e Blair e Chuck fanno una scommessa: se Blair troverà la dama perfetta per Chuck, lui le darà la sua limousine, mentre se Chuck troverà il cavaliere perfetto per Blair, lei gli darà Dorota. 
 Al ballo, però, il ragazzo e la ragazza scelti da Blair e Chuck s'innamorano e così i due, rimasti senza partner, sono costretti a fare coppia.
Intanto, Aaron riceve la visita di una sua ex, Lexi. Serena non è affatto felice di trovarsela tra i piedi e l'interessamento di Lexi per Dan, che la invita al ballo Snowflake, crea delle tensioni tra Dan e Serena.
Nel frattempo, da una foto postata su Gossip Girl, Jenny scopre che Vanessa e Nate sono tornati insieme e, istigata da Penelope, consegna a Vanessa un vestito senza fodera per il ballo, per fargliela pagare. 
 Successivamente, Vanessa confessa a Nate di aver rubato la lettera che lui aveva spedito a Jenny e che è questo il motivo per cui lei non lo aveva più contattato, dopo la sfilata. 
 Intanto Jenny, pentitasi per il gesto compiuto, cerca di impedire che Vanessa venga illuminata da un riflettore, ma non ci riesce e così il vestito della ragazza, inondato di luce, diventa trasparente. Umiliata davanti a tutti, Vanessa fugge dal ballo e poi viene raggiunta da Nate, che le dice che lei è l'unica con cui vuole stare.
Telefonando a Bart, in viaggio a Miami, Lily scopre che il marito è ancora in contatto con il detective che indagava sul suo conto, contrariamente a quanto le aveva detto in precedenza lui, così decide di lasciarlo, raggiungendo Rufus al ballo Snowflake. 
 Poco dopo, la donna riceve una telefonata che le comunica che Bart, di ritorno in città, ha avuto un incidente stradale.
- Significato del titolo: il titolo dell'episodio fa riferimento al film del 1946 di Frank Capra It's a wonderful life, in Italia distribuito con il titolo La vita è meravigliosa.
- Guest star: John Patrick Amedori (Aaron Rose), Robert John Burke (Bart Bass), Nastia Liukin (se stessa), Jennifer Damiano (Justine), Nicole Fiscella (Isabel Coates), Natalie Knepp (Lexi), Jake O'Connor (Chuck 2.0), Amanda Setton (Penelope Shafai), Kevin Stapleton (Andrew Tyler), Dreama Walker (Hazel Williams), Zuzanna Szadkowski (Dorota Kishlovsky)

## Amori in corso
- Titolo originale: O Brother, Where Bart Thou?
- Diretto da: Joe Lazarov
- Scritto da: Stephanie Savage

### Trama
Chuck si presenta ubriaco al funerale del padre e caccia via Dan, accusando Rufus e Lily della morte di Bart.
 Dopo la funzione funebre, il ragazzo contatta Andrew Tyler, il detective del padre, per sapere il segreto di Lily scoperto da Bart prima di morire. Lily, però, è intenzionata a mantenere il segreto tale e così incarica sua madre Celia di trattare con il detective per impedire che qualcosa trapeli; tuttavia, Celia non fa nulla e Chuck viene a conoscenza del segreto di Lily: a 19 anni, la donna era stata ricoverata in un ospedale francese perché era rimasta incinta.
Intanto, Lily si prepara a partire con Rufus, ma sua madre rivela all'uomo il passato della figlia e così Rufus cambia idea, decidendo di restare a casa.
Cyrus ed Eleanor programmano il loro matrimonio per il giorno dopo il funerale di Bart.
 Al termine della cerimonia, Blair viene raggiunta da Chuck, al quale quella mattina aveva detto di amarlo, che si getta tra le sue braccia piangendo; più tardi, però, il ragazzo se ne va, lasciandole un biglietto in cui le dice che lei merita di meglio.
Serena accetta l'invito di Aaron a passare le vacanze con lui a Buenos Aires. Dan, capito di essere ancora innamorato di lei, cerca di persuaderla a non andare, ma la ragazza non cambia idea e alla fine parte con Aaron.
- Significato del titolo: il titolo dell'episodio fa riferimento al film del 2000 dei fratelli Coen O brother, where art thou?, in Italia distribuito con il titolo Fratello, dove sei?. Il titolo italiano è già stato utilizzato per l'episodio 1x10 della serie.
- Guest star: John Patrick Amedori (Aaron Rose), Margaret Colin (Eleanor Waldorf), Caroline Lagerfelt (Celia "CeCe" Rhodes), Connor Paolo (Eric van der Woodsen), Wallace Shawn (Cyrus Rose), Matt Doyle (Jonathan Whitney), Kevin Stapleton (Andrew Tyler), Zuzanna Szadkowski (Dorota Kishlovsky), Dennis Higgins (prete), Daniel Neiden (rabbino) Serena Van Der Woodsen

## Nel regno dei Bass
- Titolo originale: In the Realm of the Basses
- Diretto da: Tony Wharmby
- Scritto da: John Stephens

### Trama
Mentre si prepara a ricevere la visita delle signore del prestigioso Colony Club, Blair viene a sapere che, dopo un mese dal funerale di Bart, Jack Bass, fratello del defunto, è finalmente riuscito a rintracciare il nipote Chuck, misteriosamente scomparso, e a riportarlo a New York. Il ragazzo, però, dopo essere tornato in città mantiene un comportamento ribelle: prima rischia di farsi espellere da scuola per essere stato beccato a fumare, poi di cadere, ubriaco, dal cornicione del tetto del Victrola durante la festa che ha organizzato dopo aver riacquistato il locale. In entrambi i casi, Blair lo salva, dicendogli che lei gli starà sempre accanto. 
 La ragazza cerca anche di convincere Jack, del quale però non si fida, a far tornare il nipote a casa di Lily, ma l'uomo si rifiuta di aiutarla.
Jenny smette di studiare da privatista e torna a scuola e, vedendo le angherie che Penelope, Hazel e Isabel, ovvero la corte di Blair, riservano a Nelly, decide di aiutarla a uscire dal gruppo. 
 Dopo essersi fatta rivelare i segreti delle tre aguzzine da Nelly, Jenny le minaccia di dire tutto a Gossip Girl se loro non lasceranno in pace Nelly, ma quando quest'ultima scopre che dietro all'intervento di Jenny non c'è un tentativo di prendere il comando, torna nel gruppo.
Serena, tornata da Buenos Aires, dice a Dan che ha lasciato Aaron tre ore dopo la partenza del loro volo. I due alla fine si rimettono insieme, ma Dan scopre che il padre sta cercando il figlio avuto anni prima da Lily per i vari centri di adozione di Boston e questo lo rende titubante sul suo rapporto con Serena.
Parallelamente, Rufus parte con Lily per ritrovare il loro figlio perduto.
- Significato del titolo: il titolo dell'episodio fa riferimento al film giapponese del 1976 Ai no corrida, nei paesi anglosassoni distribuito con il titolo In the realm of the senses e in Italia Ecco l'impero dei sensi.
- Guest star: Linda Emond (preside Queller), Desmond Harrington (Jack Bass), Connor Paolo (Eric van der Woodsen), Yin Chang (Nelly Yuki), Nicole Fiscella (Isabel Coates), Amanda Setton (Penelope Shafai), Dreama Walker (Hazel Williams), Zuzanna Szadkowski (Dorota Kishlovsky), Sue Jean Kim (Beth), Henny Russell (Helen)

## Via col testamento
- Titolo originale: Gone With the Will
- Diretto da: Tricia Brock
- Scritto da: Amanda Lasher

### Trama
La lettura del testamento di Bart rivela che l'uomo ha lasciato la quota maggioritaria delle sue industrie al figlio Chuck. Il ragazzo è pronto a lavorare in azienda fin da subito, mentre Jack, scelto come tutore di Chuck in quanto parente più prossimo, è deluso dalla scelta del fratello perché pensava sarebbe stato lui a prendere il controllo delle industrie Bass. L'uomo ordisce così un piano ai danni del nipote: durante un brunch organizzato da Blair per festeggiare la nomina a presidente di Chuck, Jack fa trovare il nipote, ubriaco e con due ragazze mezze svestite, dai membri del consiglio d'amministrazione. Non avendo rispettato la clausola etica del contratto, Chuck viene destituito e al suo posto, in quanto tutore, viene nominato Jack.
Capendo di essere stato ingannato, Chuck va a casa di Blair per chiederle scusa per come si è comportato con lei durante il brunch, ma la ragazza gli dice che ormai è troppo tardi e gli restituisce i fiori che lui le aveva portato.
Penelope, Hazel, Isabel e Nelly, ovvero le Perfide, scoprono il segreto di Dan e lo dicono a Gossip Girl, che lo pubblica sul suo blog durante il brunch di Blair, rivelando così a tutti che Dan e Serena condividono un fratello.
 Sconvolta dalla notizia, Serena chiede a Dan un po' di tempo per riflettere, ma alla fine i due decidono di restare insieme.
Intanto, Jenny ed Eric litigano perché lei fa sempre da terzo incomodo tra Eric e il suo ragazzo, Jonathan, ma alla fine i due fanno pace.
Lily e Rufus, andati a Boston alla ricerca del figlio dato in adozione anni prima, riescono a contattare i genitori adottivi, che all'inizio non vogliono proprio saperne di incontrarli, ma che poi cambiano idea. Lily e Rufus vengono così a sapere che il figlio è morto annegato durante una gita in barca con degli amici. In realtà, però, a morire è stato il fratello del ragazzo, mentre il loro figlio è ancora vivo.
- Significato del titolo: il titolo dell'episodio fa riferimento al film Gone with the wind, in Italia distribuito con il titolo Via col vento.
- Guest star: Desmond Harrington (Jack Bass), Connor Paolo (Eric van der Woodsen), Yin Chang (Nelly Yuki), Matt Doyle (Jonathan Whitney), Nicole Fiscella (Isabel Coates), Amanda Setton (Penelope Shafai), Dreama Walker (Hazel Williams), Joseph Adams (Miles), Michaela Annette (Ally), Stevie Ray Dallimore (Chris Rosson), John Hillner (Albert), Lydia Grace Jordan (piccola Perfida), Ellie Pettit (Thea), Thomas Schall (Pete Holmberg), Anne Torsiglieri (Renee Rosson)

## L'ammissione a Yale
- Titolo originale: You've Got Yale!
- Diretto da: Janice Cooke-Leonard
- Scritto da: Joshua Safran

### Trama
È arrivato il giorno nel quale vengono comunicate le ammissioni anticipate ai college. Dan e Serena vengono accettati a Yale, mentre Blair viene messa in lista d'attesa. Inoltre, la media della ragazza, fondamentale per entrare a Yale, viene intaccata da una B messale dalla nuova professoressa di letteratura, Rachel Carr.
Visto che Blair non ha fatto domanda in nessun altro college, Serena sceglie di andare alla Brown e di lasciare così il suo posto a Yale a Blair. Quest'ultima, però, decide lo stesso di vendicarsi della Carr, invitandola al galà dell'opera di quella sera con la sua famiglia, dandole però appuntamento ad un'ora sbagliata.
A teatro, Blair riceve una telefonata della preside, che le comunica che la Carr ha detto che, se i suoi voti futuri saranno buoni, la sua media non verrà compromessa. Blair allora chiede scusa alla professoressa per averla presa in giro, ma quest’ultima dice ugualmente alla preside quello che l'allieva ha fatto. Punita severamente dalla preside, che informa anche Yale dell'accaduto, Blair decide di dichiarare guerra aperta alla professoressa Carr.
Intanto, Chuck chiede aiuto a Lily per liberarsi di Jack e alla donna allora torna in mente che lei e Bart avevano deciso di adottare i rispettivi figli, ma che fino a quel momento solo l'uomo aveva firmato i documenti. 
 Chuck alla fine accetta di farsi adottare e così Lily diventa il suo nuovo tutore legale ed il nuovo presidente delle industrie Bass al posto di Jack. Quest'ultimo, per vendicarsi, cerca di violentare Lily, ma la donna viene salvata da Chuck.
Rispedito Jack a Sidney, Chuck e Lily si riavvicinano e il ragazzo, nonostante non sia molto felice della relazione intrapresa dalla matrigna con Rufus, decide di tornare a vivere da lei.
- Significato del titolo: il titolo dell'episodio fa riferimento al film del 1998 con Tom Hanks e Meg Ryan, You've got mail, in Italia distribuito con il titolo C'è posta per te.
- Guest star: William Abadie (Roman), Laura Breckenridge (Rachel Carr), Desmond Harrington (Jack Bass), Jan Maxwell (preside Queller), Connor Paolo (Eric van der Woodsen), John Shea (Harold Waldorf), Yin Chang (Nelly Yuki), Nicole Fiscella (Isabel Coates), Amanda Setton (Penelope Shafai), Zuzanna Szadkowski (Dorota Kishlovsky), Dreama Walker (Hazel Williams), John Bolton (Bruce Caplan), Thomas Schall (Pete Holmberg), Jessalyn Wanlim (Pauletta Cho)

## Conoscenza carnale
- Titolo originale: Carrnal Knowledge
- Diretto da: Elizabeth Allen
- Scritto da: Alexandra McNally

### Trama
Chuck si risveglia in una camera d'albergo senza saper bene come ci è finito. Le uniche cose che ricorda sono di aver ricevuto un invito per la festa di un club esclusivo la sera prima e di avervi incontrato una bellissima ragazza, Elle. 
 Una volta rintracciata, Elle gli dice che in realtà l'invito era per suo padre Bart e che lei, resasi conto che lui era la persona sbagliata, lo aveva drogato e portato in albergo perché gli altri soci non dovevano assolutamente sapere che un estraneo aveva partecipato ad una delle loro riunioni segrete. 
 Nonostante la ragazza gli intimi di non cercarla mai più e di non indagare oltre, Chuck decide di scoprire in che modo era implicato suo padre nelle attività di quel club.
Intanto, Blair decide di attuare un piano per liberarsi della professoressa Rachel Carr e inventa una presunta relazione tra la donna e Dan. Quando però si scopre che il pettegolezzo è stato messo in giro da Blair, la ragazza viene espulsa da scuola per calunnia.
 Tuttavia, Serena vede Dan che consola Rachel in una caffetteria fuori dall'orario scolastico e scatta loro una foto, che Blair utilizza per dimostrare di essere nel giusto durante il consiglio genitori-insegnanti. La Carr viene quindi licenziata, mentre Dan e Serena si lasciano, nonostante tra il ragazzo e la professoressa in realtà non sia successo niente. Tuttavia, mentre la preside decide di reintegrare la Carr a scuola per evitare un possibile scandalo, Rachel e Dan vanno a letto insieme.
- Significato del titolo: il titolo dell'episodio fa riferimento al film Carnal knowledge (con una r sola), in Italia distribuito con il titolo Conoscenza carnale.
- Guest star: Laura Breckenridge (Rachel Carr), Jan Maxwell (preside Queller), John Shea (Harold Waldorf), Yin Chang (Nelly Yuki), Nicole Fiscella (Isabel Coates), Kate French (Elle), Amanda Setton (Penelope Shafai), Zuzanna Szadkowski (Dorota Kishlovsky), Dreama Walker (Hazel Williams), Sara DeRosa (Stacey Simon), Jessalyn Wanlim (Pauletta Cho)

## L'età dell'innocenza
- Titolo originale: The Age of Dissonance
- Diretto da: Norman Buckley
- Scritto da: Jessica Queller

### Trama
Per l'annuale rappresentazione teatrale, le allieve della Constance Billard e gli studenti della St. Jude decidono di mettere in scena L'eta dell'innocenza.
Serena, con l'aiuto di Vanessa, cerca di conquistare il regista, mentre Blair scopre che, a causa di una telefonata anonima, la sua ammissione a Yale è stata revocata. Inoltre, su Gossip Girl vengono pubblicati dei segreti personali dei quali solo Blair e Serena erano a conoscenza, mettendo le due ragazze l'una contro l'altra.
Al secondo atto, lo spettacolo degenera totalmente: davanti ad un famoso critico teatrale e a tutta la platea, Nate, a causa di un malinteso, accusa il regista di volergli rubare la ragazza, ovvero Vanessa; inoltre, sia Blair che Serena esprimono il loro disappunto per i recenti cambiamenti avvenuti nelle loro vite. Alla fine, però, lo spettacolo piace molto e Nate e Vanessa si chiariscono.
Blair e Serena fanno pace quando Dan scopre che ad orchestrare il tutto su Gossip Girl è stata proprio Rachel: la donna, lasciata dal ragazzo, parte per l'Iowa.
Per tirarsi su di morale, essendo ormai per lei impossibile entrare a Yale, Blair si reca in un bar, dove viene raggiunta da Carter Baizen, appena tornato in città, che le offre da bere.
Intanto Chuck, riuscito a farsi esonerare dallo spettacolo, incontra nuovamente Elle in un ristorante e la ragazza gli chiede aiuto per fuggire dalla città. Alla fine, Chuck scopre che lei l'ha soltanto usato per avere dei soldi e, amareggiato, capisce di dover tornare da chi veramente lo apprezza. Così il ragazzo si reca a casa di Blair e resta lì ad aspettarla, senza sapere che in realtà lei è in compagnia di Carter.
- Significato del titolo: il titolo dell'episodio fa riferimento al film del 1993 con Daniel Day-Lewis e Michelle Pfeiffer, tratto dall'omonimo romanzo di Edith Wharton, The age of innocence, in Italia distribuito con il titolo L'età dell'innocenza.
- Guest star: Laura Breckenridge (Rachel Carr), Charles Isherwood (sé stesso), Jan Maxwell (preside Queller), Sebastian Stan (Carter Baizen), Yin Chang (Nelly Yuki), Nicole Fiscella (Isabel Coates), Amanda Setton (Penelope Shafai), Kate French (Elle), Beau Gravitte (signor Campbell), Zuzanna Szadkowski (Dorota Kishlovsky), Harmon Walsh (Julian Rawlins), Bess Rous (Fiona), Whitney Vance (Kelsey), Carrie Yaeger (insegnante)

## Il nonno
- Titolo originale: The Grandfather
- Diretto da: J. Miller Tobin
- Scritto da: Etan Frankel

### Trama
Su consiglio di Dan e Vanessa, Nate accetta l'invito del cugino Trip ad unirsi ai parenti della madre, i van der Bilt, per festeggiare l'anniversario della nascita della famiglia. Il ragazzo si riavvicina così al nonno materno, ma Vanessa teme che l'uomo possa spingere Nate a fare qualcosa che lui in realtà non vuole. Infatti, il nonno convince Nate a rinunciare alla vacanza programmata con Vanessa per fare invece uno stage presso l'ufficio del sindaco e seguire così le orme in politica di tutti i van der Bilt. Questa decisione porta ad un distacco tra Vanessa e Nate, così il ragazzo si riavvicina a Blair. Quest'ultima, intanto, sta tirando fuori il peggio di sé, facendo preoccupare Chuck e Serena.
Chuck confida alla sorellastra di sentire Blair sempre più lontana e così Serena gli consiglia di lottare per averla tutta per sé. Il ragazzo si reca allora a casa di Blair, ma Dorota gli dice che lei è già andata a dormire. Dopo aver lasciato il suo messaggio alla domestica, mentre sta per andarsene, Chuck vede la giacca di Nate abbandonata su una sedia e quindi capisce che l'amico è in compagnia di Blair.
Dopo aver scoperto che la sua gallerista Bex è uscita con Rufus un paio di volte, in passato, Lily propone all'uomo di fare una lista dei propri ex.
 Tuttavia, visto che la lista dell'uomo è molto più corta della sua, Lily gliene sottopone soltanto un foglio. Quando però Rufus scopre l'altro foglio, tra i due nasce un diverbio, ma alla fine capiscono entrambi che liste del genere non sono di alcuna utilità.
- Significato del titolo: il titolo fa riferimento al film del 1972 di Francis Ford Coppola, The godfather, in Italia distribuito con il titolo Il padrino.
- Guest star: James Naughton (William van der Bilt), Sebastian Stan (Carter Baizen), Aaron Tveit (William "Trip" van der Bilt III), Jill Flint (Bex), Holley Fain (Maureen van der Bilt), Zuzanna Szadkowski (Dorota Kishlovsky), Robert Emmet Lunney (Dean Wheeler), Kathryn Bryding (Kate)

## Quel che resta di J.
- Titolo originale: Remains of the J
- Diretto da: Allison Liddi
- Scritto da: Sarah Frank-Meltzer

### Trama
Per il sedicesimo compleanno di Jenny, Serena decide di organizzare un grande party, ma la ragazza preferirebbe una cosa intima in famiglia e pertanto le chiede di annullare tutto. Tuttavia, quando le Perfide insinuano che non si sarebbe presentato nessuno alla sua festa, Serena decide di farla lo stesso.
Scoperto il tutto, per ripicca Jenny posta un messaggio su Gossip Girl per invitare ancora più gente; la situazione, però, sfugge presto di mano, tanto da richiedere l'intervento della polizia.
 Del disastro viene ovviamente incolpata Serena, che decide di partire con la sua amica Poppy Lifton e il nuovo ragazzo di questa, Gabriel, per una vacanza di una settimana in Spagna.
Blair vorrebbe che il suo rapporto con Nate diventasse più di una semplice amicizia e, intanto, Vanessa viene a sapere da Chuck che il motivo per cui Nate non la chiama da una settimana è che si vede con Blair, così i due decidono di attuare un piano per farli ingelosire. Di conseguenza, alla festa di Jenny, Vanessa e Chuck si baciano di fronte a Nate e Blair. Quest'ultima, sconvolta, cerca di andare a letto con Nate, ma il ragazzo rifiuta.
 Il giorno dopo, credendo di aver ormai perso Nate, Blair va da sola al parco e vi trova il ragazzo, venuto a scusarsi. Mentre i due si baciano, Vanessa e Chuck vanno a letto insieme.
Rufus scopre che la domanda di Dan per una borsa di studio è stata rifiutata e, preoccupato di non avere abbastanza soldi per mandare il figlio a Yale, accetta il consiglio di Lily di contattare un'agenzia immobiliare per vendere il Loft e trasferirsi tutti a casa della donna.
 Alla fine, però, Rufus rinuncia al suo proposito perché lui e Lily capiscono di non essere ancora pronti a vivere insieme.
Intanto, Dan contatta un ammiratore che gli ha spedito una lettera per complimentarsi del suo racconto sui Bass pubblicato sul New Yorker. Si scopre così che l'ammiratore di Dan è Scott, il figlio di Lily e Rufus, che ha scoperto di essere stato adottato. Alla telefonata, però, rispondono i genitori adottivi, che decidono di non dire al figlio che Dan lo ha chiamato.
- Significato titolo: il titolo fa riferimento al film del 1993 con Anthony Hopkins e Emma Thompson The remains of the day, in Italia distribuito con il titolo Quel che resta del giorno.
- Guest star: Tamara Feldman (Poppy Lifton), Armie Hammer (Gabriel Edwards), Patrick McMullan (se stesso), Connor Paolo (Eric van der Woodsen), Yin Chang (Nelly Yuki), Aaron Schwartz (Vanya), Matt Doyle (Jonathan Whitney), Nicole Fiscella (Isabel Coates), Amanda Setton (Penelope Shafai), Zuzanna Szadkowski (Dorota Kishlovsky), Dreama Walker (Hazel Williams), Stevie Ray Dallimore (Chris Rosson), Anne Torsiglieri (Renee Rosson), Rafael Christian (Jesse), Cecilia Foss (Shana)

## Cena pasquale
- Titolo originale: Seder Anything
- Diretto da: John Stephens
- Scritto da: Amanda Lasher

### Trama
Blair vorrebbe fare da damigella d’onore al matrimonio di Trip, il cugino di Nate, così il nonno del ragazzo le offre uno scambio: se lei convincerà Nate, ammesso alla Columbia, ad andare a Yale, lui le farà fare la damigella. La ragazza accetta, ma alla fine si rende conto che Nate non se lo merita.
 Intanto, il ragazzo scopre dal nonno il patto stipulato con Blair e litiga con la ragazza. Alla fine, però, i due fanno pace e Blair accetta l'aiuto di Cyrus per entrare alla New York University.
Serena torna a casa dalla Spagna e si presenta alla cena pasquale dei Waldorf per chiedere a Cyrus di aiutarla a rompere il matrimonio contratto con Gabriel in vacanza mentre erano ubriachi.
Dan, assunto come cameriere alla cena dei Waldorf per pagarsi il college, sente la sua ex che si confida con Cyrus e, quando Gabriel arriva sul posto alla ricerca di Serena, quest'ultima spaccia Dan per il suo ragazzo. Alla fine, la ragazza scopre che lei e Gabriel in realtà non si sono mai sposati e che è stata ammessa alla Brown.
Rufus, come ultima risorsa, decide di vendere la galleria d'arte per pagare gli studi del figlio.
Chuck chiede scusa a Jenny per aver cercato di violentarla l'anno prima alla festa "Bacio sulle labbra".
- Significato del titolo: il titolo fa riferimento al film del 1989 con John Cusack Say anything..., in Italia distribuito con il titolo Non per soldi... ma per amore.
- Il sogno di Blair che apre l’episodio è un omaggio al film My Fair Lady del 1964 con Audrey Hepburn come anche l’episodio 6 della seconda stagione.
- Guest star: Margaret Colin (Eleanor Waldorf), Tamara Feldman (Poppy Lifton), Armie Hammer (Gabriel Edwards), James Naughton (William van der Bilt), Wallace Shawn (Cyrus Rose), Aaron Tveit (William "Trip" van der Bilt III), Holley Fain (Maureen van der Bilt), Will Rogers (Wes), Marilyn Bernard (Ida), Sofia Sokolov (Anna), Tom Titone (Allan Levy), Sarah Wilson (Corinne)

## I gentiluomini del sud preferiscono le bionde
- Titolo originale: Southern Gentlemen Prefer Blondes
- Diretto da: Patrick R. Norris
- Scritto da: Leila Gerstein

### Trama
La nuova storia tra Gabriel e Serena sembra andare a gonfie vele, anche se a volte il ragazzo si assenta misteriosamente.
Non convinta della sincerità di Gabriel, Blair inizia ad indagare sul conto del ragazzo insieme a Chuck, scatenando la gelosia di Nate, che decide di affittare un appartamento tra la NYU e la Columbia dove vivere con Blair l'anno seguente, per non doversi separare.
Blair e Chuck scoprono che Gabriel si vede ancora con Poppy e così li mettono l'uno di fronte all'altra, costringendo il ragazzo a lasciarla. Rompendo con Poppy, però, Gabriel perde tutti gli investitori della nuova compagnia che stava aprendo, forniti proprio da Poppy. Con l'aiuto di Serena, però, Gabriel riesce ad ottenere nuovi finanziamenti da Lily e dai suoi amici dell'alta società.
Intanto, Blair e Chuck scoprono che Gabriel ha mentito dicendo di aver incontrato Serena per la prima volta in assoluto al Butter, mentre lei era in compagnia di Georgina. Per scoprire la verità, visto che quel giorno in realtà il locale era chiuso, i due decidono di andare a trovare Georgina al campo cattolico del riformatorio. Qui, la ragazza, completamente cambiata perché si è avvicinata a Gesù, conferma che Gabriel ha mentito. Infatti il ragazzo, all'insaputa di tutti, sta organizzando una truffa con l'aiuto di Poppy.
Nel frattempo, anche Serena ha scoperto che il suo fidanzato le ha mentito e così si reca al suo appartamento per affrontarlo, ma lo trova vuoto. Improvvisamente, arriva sul posto anche Poppy che, mostrandosi sconvolta alla notizia che Gabriel se n'è andato, afferma che lui le ha rubato mezzo milione di dollari.
Vedendo il padre in un negozio che osserva un anello, Dan e Jenny capiscono che l'uomo ha intenzione di chiedere a Lily di sposarlo e, per dimostrargli il loro appoggio, mettono insieme i risparmi e comprano il gioiello.
Intanto Rufus, avendo problemi a vendere la galleria, decide di investire nella compagnia di Gabriel per guadagnare dei soldi extra e pagare la retta di Yale a Dan.
- Significato del titolo: il titolo dell'episodio fa riferimento al film del 1953 con Marilyn Monroe Gentlemen prefer blondes, in Italia distribuito con il titolo Gli uomini preferiscono le bionde.
- Guest star: Tamara Feldman (Poppy Lifton), Armie Hammer (Gabriel Edwards), Michelle Trachtenberg (Georgina Sparks)

## L'ira della truffa
- Titolo originale: The Wrath of Con
- Diretto da: Janice Cooke-Leonard
- Scritto da: Sara Goodman

### Trama
Serena decide di recuperare i soldi di Poppy e, fingendo di essere incinta, telefona a Gabriel e gli dà appuntamento in un bar per parlargli. Inaspettatamente, il ragazzo si presenta all'appuntamento e confessa a Serena che i soldi non li ha lui,  bensì Poppy: in realtà, la ragazza è una finta ricca che sopravvive grazie a regali e truffe e, mentre lui partirà presto per lasciare New York, lei rimarrà ancora un po' in città per recitare la parte della vittima.
 Serena, con l'aiuto di Blair, Chuck e Nate, progetta quindi d'incastrare Poppy utilizzando Georgina che, riportata in città da Chuck, sta cercando un modo per farsi perdonare per gli errori commessi in passato.
Intanto Lily, scoperto della truffa, intima alla figlia di fermarsi: per evitare uno scandalo, ci penserà lei a rimborsare di tasca sua gli investitori, dicendo loro che l'affare di Gabriel non è andato in porto.
 Serena, però, decide di andare avanti con il suo piano e quindi manda Georgina ad un appuntamento con Poppy: la ragazza, fingendo di voler contribuire al progetto, dovrà recuperare i soldi e registrare la confessione di Poppy, che verrà poi consegnata alla polizia per farla arrestare.
 Tuttavia, l'improvviso arrivo delle forze dell'ordine, che arrestano Serena, manda in fumo il piano e così Poppy se ne va con anche i soldi che il campo cattolico aveva consegnato a Georgina per comprare le nuove Bibbie.
Blair, furiosa, accusa Georgina di essere stata lei a far arrestare Serena, anche se alla fine si scopre che è stata Lily per fermare la figlia. Tuttavia, dopo l'accusa di Blair, Georgina torna quella di un tempo e decide di recuperare i soldi da sola.
Prima di dire a Nate se vuole andare a convivere con lui oppure no, Blair chiede a Chuck se quello che prova per lei è vero o no; il ragazzo le dice allora che quello che esiste tra i due è soltanto un gioco. In realtà, però, lui l'ama davvero, ma la lascia andare perché non riuscirebbe a renderla felice.
Dopo aver avuto la risposta di Chuck, Blair dice a Nate che non si sente ancora pronta per andare a convivere e così anche il ragazzo capisce che quella non è una buona idea.
Dopo aver chiesto ad Eric il permesso di sposare sua madre, Rufus si prepara a fare la proposta di matrimonio a Lily, ma quando scopre che la donna, oltre al rimborso per il progetto andato in fumo di Gabriel, gli voleva dare di nascosto dei soldi aggiuntivi e che ha fatto arrestare Serena per evitare uno scandalo, la vede sotto una luce diversa e quindi chiede a Dan e a Jenny di restituire l'anello di fidanzamento al negozio.
- Significato del titolo: il titolo dell'episodio fa riferimento al film Star Trek II: the wrath of Khan del 1982, in Italia distribuito con il titolo Star Trek II: L'ira di Khan.
- Guest star: Tamara Feldman (Poppy Lifton), Armie Hammer (Gabriel Edwards), Connor Paolo (Eric van der Woodsen), Michelle Trachtenberg (Georgina Sparks), John Bolton (Bruce Caplan)

## Ragazze della Valley
- Titolo originale: Valley Girls
- Diretto da: Mark Piznarski
- Scritto da: Stephanie Savage

### Trama
Mentre Serena è in prigione, Lily ricorda quando, alla sua età, ebbe un'esperienza simile: espulsa da scuola nel 1983, decise di ribellarsi all'autorità della madre Celia per andare a vivere con la sorella maggiore Carol, che non vedeva da un anno; poi, nel tentativo di aiutarla, fu arrestata per violazione di domicilio e rissa.
 Essendo ora in grado di comprendere le decisioni che la madre fece allora, Lily si riconcilia con la donna, mentre Dan, dopo il pagamento della cauzione da parte di Celia, porta Serena al ballo per la fine dell'anno scolastico.
Intanto, Nate sta cercando di organizzare un ballo perfetto per lui e Blair, ma i suoi preparativi vengono inspiegabilmente sabotati e così lui pensa che la colpa sia di Chuck.
Al ballo, le Perfide progettano un broglio elettorale per far eleggere Nelly Yuki come reginetta, ma Chuck, scopertolo, riesce a far eleggere Blair. Inoltre, è stato proprio il ragazzo a sabotare Nate, ma soltanto per far vivere a Blair il ballo di fine anno perfetto che la ragazza sognava fin da quando aveva dodici anni.
Alla fine del ballo, Blair e Nate si lasciano, capendo che la loro storia non ha un futuro.
- Significato del titolo: il titolo dell'episodio fa riferimento al film del 1983 Valley girl.
- Guest star: Brittany Snow (Lily Rhodes giovane), Krysten Ritter (Carol Rhodes), Andrew McCarthy (Rick Rhodes), Matt Barr (Keith van der Woodsen), Shiloh Fernandez (Owen Campos), Ryan Hansen (Shep), Caroline Lagerfelt (Celia "CeCe" Rhodes), Connor Paolo (Eric van der Woodsen), Cynthia Watros (Celia "CeCe" Rhodes giovane), Yin Chang (Nelly Yuki), Nicole Fiscella (Isabel Coates), Abby Pivaronas (Veronica), Amanda Setton (Penelope Shafai), Zuzanna Szadkowski (Dorota Kishlovsky), Dreama Walker (Hazel Williams), Bess Rous (Fiona), No Doubt (gruppo Snowed Out)

## Arrivederci Gossip Girl
- Titolo originale: The Goodbye Gossip Girl
- Diretto da: Norman Buckley
- Scritto da: Joshua Safran

### Trama
Gossip Girl rovina la cerimonia di consegna dei diplomi della Constance Billard e della St. Jude e così Serena decide di fargliela pagare scoprendo chi è, grazie anche all'aiuto di Jonathan, il ragazzo di Eric, che è riuscito a entrare nel server del blog. 
 Gossip Girl, però, si vendica e, durante una festa organizzata da Nate per festeggiare la fine delle superiori, rivela i segreti dei ragazzi rimasti ancora nascosti: la storia tra Nate e Jenny è cominciata dopo che lei aveva fatto un servizio fotografico in reggiseno, Dan è stato in prigione, Chuck è andato a letto con Vanessa mentre Blair, a Capodanno, con Jack Bass, lo zio di Chuck. 
 Blair si arrabbia molto con la sua migliore amica, temendo che ora non le sarà più possibile recuperare il rapporto con Chuck: la ragazza, in un ultimo disperato tentativo, gli rinnova la sua dichiarazione d'amore, dopo aver saputo che anche lui l'ama, ma il ragazzo, confuso, scappa di nuovo.
 Intanto, Serena decide di dare un appuntamento a Gossip Girl per affrontarla, ma sul posto si presentano tutti i ragazzi della scuola e così Serena capisce l'inganno della blogger e pertanto decide di lasciar perdere.
Rufus e Lily si chiariscono e la donna accetta la sua proposta di matrimonio.
Nel frattempo, scavalcando l'autorità di Blair, le Perfide indicono una gara per trovare la nuova regina che regnerà a scuola al posto di Blair l'anno seguente: verrà incoronata colei che porterà il gossip più gustoso.
 Jenny decide di partecipare per abbattere la monarchia, ma il suo pettegolezzo viene rivelato in anticipo da Gossip Girl e pertanto lei decide di rinunciare. Tuttavia, alla fine Blair prende in mano le redini della situazione e sceglie proprio Jenny come sua erede.
La settimana seguente, Nate rinuncia allo stage nell'ufficio del sindaco perché la vicesindaca ci provava con lui e, al contrario, parte con Vanessa per il viaggio che i due avevano programmato; Scott, il figlio di Rufus e Lily, arriva in città da Boston per conoscere i suoi genitori e qui incontra Dan; Georgina, una volta recuperati i soldi rubati da Poppy e restituitili ai legittimi proprietari, si iscrive alla NYU come Blair e Dan, che non avendo vinto una borsa di studio ha dovuto rinunciare a Yale, chiedendo di essere messa in camera con la ragazza.
 Mentre si appresta a lasciare la città per le vacanze estive, Serena viene raggiunta da Carter Baizen, che le comunica di aver rintracciato suo padre, così la ragazza parte con lui per l'Europa.
 Tornando a casa, Blair s'imbatte in Chuck, tornato dalle sue scorribande in Europa, che ammette di essere stato un codardo e di essere andato in giro per tutta l'Europa solo per comprarle le cose che le piacciono di più. Dopo averle detto che l'ama, i due finalmente si baciano.
- Significato del titolo: il titolo dell'episodio fa riferimento al film del 1977 The goodbye girl, arrivato in Italia con il titolo Goodbye amore mio!.
- Guest star: Margaret Colin (Eleanor Waldorf), Jan Maxwell (preside Queller), James Naughton (William van der Bilt), Connor Paolo (Eric van der Woodsen), Chris Riggi (Scott Rosson), Wallace Shawn (Cyrus Rose), Sebastian Stan (Carter Baizen), Michelle Trachtenberg (Georgina Sparks), Stella Maeve (Emma Boardman), Reed Birney (signor Prescott), Yin Chang (Nelly Yuki), Matt Doyle (Jonathan Whitney), Nicole Fiscella (Isabel Coates), Amanda Setton (Penelope Shafai)